# Брантинг, Агнес
Агнес Брантинг (швед. Agnes Branting, полное имя Agnes Margareta Matilda Branting; 27 февраля 1862[…], Nysund church parish[…] — 13 апреля 1930[…], Хедвиг-Элеонора, Стокгольм) — шведская художница по текстилю и писательница.

## Биография
Родилась 27 февраля 1862 года в Оторпе провинции Вермланд. Она была дочерью фармацевта Карла Йохана Брантинга и его жены Марии Каролины, урождённой Лунд.
Когда девочке было семь лет, умер её отец и семья переехала в город Скара, где Агнес училась в школе для девочек. С 1880 года она изучала текстильное искусство и рисунок в стокгольмском колледже Констфак, который окончила в 1884 году. С 1884 года она работала модельером в ассоциации Handarbetets vänner. Была направлена в Англию, где изучала текстильную работу Уильяма Морриса. Также побывала в Германию, с целью изучения текстильных технологий.
В 1891 году Агнес Брантинг была назначена директором и главной художницей Handarbetets vänner. Особый интерес она проявила к текстильным изделиям религиозного назначения. Благодаря своим знакомствам с несколькими ведущими художниками, она проводила эксперименты по созданию живописных гобеленов, сделав это ремесло важной особенностью шведского искусства. Одной из главных работ Брантинг стал гобелен Kräftfisket, который был представлен на Всемирной выставке в Париже 1900 года.
Уйдя в отставку с должности руководительницы Handarbetets vänner в 1904 году, она сразу же основала мастерскую Licium, специализирующуюся на производстве церковных и геральдических тканей. Опираясь на сотрудничество с художниками, включая Андерса Цорна и Гуннара Веннерберга, её предприятие производило живописные гобелены в дополнение к декоративным коврам и обивке. Церковные произведения, выполненные в Licium, включали ризы и алтарные ткани для ряда шведских церквей, включая Лундский кафедральный собор. В числе её знакомых был архиепископ Натан Сёдерблум. В 1908 году Агнес Брантинг основала компанию Pietas, занимающуюся консервацией старых шведских тканей, в том числе в соборах Уппсалы и Линчёпинга. Управление Pietas было передано ею в 1930 году племяннице — искусствоведу Агнес Гейер.
Брантинг была известна также как писательница — она публиковала статьи в специализированных журналах, таких как Fataburen, Fornvännen и Ord och Bild. В числе её книг — двухтомник Medeltida vävnader och broderier i Sverige (1928 и 1929) о ткачестве и вышивке в Швеции. Она читала лекции по текстильному искусству в Швеции, принимала участие во многих выставках. Вместе с Фанни Бломберг она издала книгу Märkbok för skola och hem.
Умерла 13 апреля 1930 года в Стокгольме.
Среди её наград — медали Литературы и искусств (1896) и Иллис кворум (1919).